# Н или М?
Н или М? је детективски роман Агате Кристи први пут објављен у САД-у од стране издавачке куће "Dodd, Mead and Company" 1941. и у Великој Британији од стране издавачке куће "Collins Crime Club" у новембру исте године. Америчко издање коштало је 2 долара,, а британско седам шилинга и шест пенија.
Наслов је преузет из катикизиса у Књизи заједничких молитава који пита: "Које је ваше световно име? Одговорите Н или М." "Н или М." овде означава латински, "nomen vel nomina" што значи "име или имена". Типографска је несрећа да је "nomina" постала представљена са "М".
У овом роману се први пут појављују детективи Томи и Тапенс у зрелим годинама. Они су се ранија појавили у роману Тајни непријатељ (1922) и збирци кратких прича Ортаци у злочину (1929).

## Радња
Након избијања Другог светског рата и много година пошто су радили за британску обавештајну службу, средовечни Томи и Тапенс Бересфорд осећају се бескорисно и по страни. Онда се Томију обраћа тајни агент Грант да још једном буде на тајном задатку. Грант покушава да пронађе немачке шпијуне и петоколонаше, али га ометају издајници из британске обавештајне службе који прате и минирају његов рад. Пошто Томи није био на терену већ дуги низ година, нико га не познаје па може и незванично да истражује.
Грант објашњава да је још један британски агент недавно убијен, али је на самртној постељи оставио загонетну поруку: „Н или М. Сонг Сузи“. Грант сумња да "Сонг Сузи" значи Сан Суси , хотел у (измишљеном) приморском Лихамптону (заснован на Борнмауту), а познато је да су "Н" и "М" двоје врхунских немачких шпијуна, мушкарац и жена. Томи треба да оде у Сан Суси и да испита да ли су Н, М или обоје у хотелу и да открије њихове идентитете.
Томи је послат сам, али Тапенс одлучује да му се придружи у његовом задатку без обзира да ли је позвана или не. Кроз добро откривање, она сазнаје где је послат и заправо стиже тамо пре њега. Радећи заједно, они започињу потрагу за главним шпијунима.
Идентитети "Н" и "М" су откривени на крају књиге; "Н" је врхунски немачки шпијун кога су британски обавештајци убили на крају књиге док је претио да ће убити Тапенс, а "М" је његова жена саучесница.

## Књижевни значај и пријем
Рецензија Мориса Вилсона Дишера у часопису Књижевни додатак Времена из29. новембра 1941. почела је: „Тешко је веровати да Н или М? није најбоље од госпође Агате Кристи док први фини узнемирени занос њене најновије приче још увек мучи ум.“ Он је закључио: „Тачка је достигнута када почнете да се плашите за сопствени здрав разум и ухватите себе како се питате да није додворљива беба можда прерушени Хер Доктор. Ипак, таква је вештина госпође Кристи да дочара злослутно да чак и дечје брбљање звучи необично као шифра за Пету колону. Другим речима, као што је господин Роби рекао раније, Н или М? те разумеју."
Морис Ричардсон је у краткој рецензији у издању часописа Посматрач 7. децембра 1941. написао: „Агата Кристи узима слободно време од Поароа и високе кухиње злочина да би написала лагани шпијунски трилер из времена рата. Н или М? је [непознати мајстор] петоколонаш скривен у [лику] неке отрцане отмене личности у пансиону у Борнмауту ... Кристин бистри млади пар, сада средовечни, али активан као и увек, скоро је заробљен. Леп завршетак изненађења и свестрана забава."
Кратка рецензија Е. Р. Паншона у часопису Чувар из 30. децембра 1941. завршава се речима „Госпођа Кристи се показала као и увек генијална, а посебно се диви начину на који јунак хрче из заточеништва“
Роберт Барнард: "Бересфордови доприносе свом неподношљивом расположењу ратним напорима. Мање родистички од ранијих трилера (у ствари, неко извињење је дато посредно), али ништа убедљивије."

## МИ5 истражује Кристијеву
Око 1941. или 1942. године, британска обавештајна агенција МИ5 је привремено истражила саму Кристијеву пошто је једног од својих ликова у овом роману назвала извесни мајор Блечлиј. МИ5 се плашио да је Кристијева имала шпијуна у британском строго тајном центру за разбијање шифри Блечли Парку. Страхови МИ5 су на крају утихнули када је Кристијева открила Дилију Ноксу који је помогао да се разбије шифра машине Енигма коју су користили службеници немачке тајне службе који су слали шпијуне у Британију да је мајор Блечли, „један од мојих најмање симпатичних ликова“, назван по области Милтон Кинс у којој се једном заглавила током путовања возом.

## Екранизација
Британски телевизијски канал ББЦ Један почео је емитовање 3-делне екранизације "Н или М?" 16. августа 2015. године. Екранизација је емитована у оквиру серијала Ортаци у злочину.